# یانوس براسپنینگس
یانوس براسپنینگس (هلندی: Janus Braspennincx; ۵ مارس ۱۹۰۳ – ۷ ژانویهٔ ۱۹۷۷) دوچرخه‌سوار اهل هلند بود.
وی در مسابقات کشوری و بین‌المللی در مجموع برندهٔ ۱ مدال نقره شده‌است.